# Band From TV
Band From TV — музыкальная группа, состоящая из актёров американских телесериалов, играющая кавер-версии на рок-композиции. Все вырученные средства от проведения концертов и продажи альбомов идут на благотворительные цели.

## История группы
Создателем группы является американский актёр Грег Гранберг. Идея создания группы появилась у него после совместного выступления с некоторыми  известными актёрами, которое неожиданно вызвало широкий интерес публики. Гранберг решил основать группу, работа которой могла помочь собрать средства на благотворительность. На момент создания группы, каждый из её участников был вовлечён в те или иные благотворительные проекты. Сам Гранберг, сын которого болен эпилепсией, активно помогал Национальному фонду борьбы с эпилепсией.

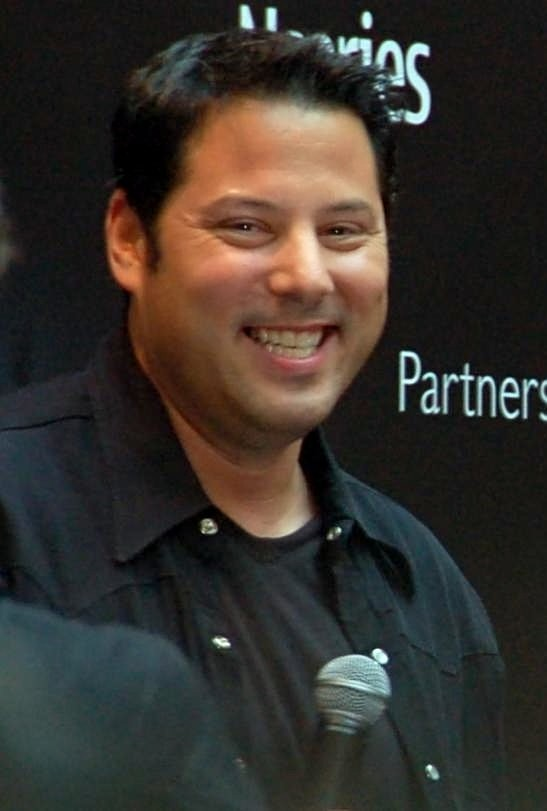
Грег Гранберг

Дебютное выступление группы состоялось в Лос-Анджелесе 27 августа 2007 года на банкете, посвященном проведению 58 церемонии вручения телевизионной премии Эмми. С тех пор группа регулярно даёт благотворительные концерты.
Песня The Rolling Stones «You Can’t Always Get What You Want» в исполнении Band From TV вошла в саундтрек к телесериалу «Доктор Хаус».

## Участники группы
| Имя             | Инструмент       | Наиболее известная роль                                                                      |
| --------------- | ---------------- | -------------------------------------------------------------------------------------------- |
| Грег Гранберг   | ударные          | Мэтт Паркмэнн (Герои), Эрик Вайс (Шпионка)                                                   |
| Джеймс Дентон   | гитара           | Мистер Лайл (Притворщик), Майк Дельфино (Отчаянные домохозяйки)                              |
| Джесси Спенсер  | скрипка          | Роберт Чейз (Доктор Хаус)                                                                    |
| Бонни Сомервилл | вокал            | Мона (Друзья), Рэйчел Хоффман (Одинокие сердца)                                              |
| Боб Гини        | вокал            | участник реалити-шоу «Холостяк» ( (англ.) Bachelor)                                          |
| Тери Хэтчер     | вокал            | Лоис Лейн (Лоис и Кларк: Новые приключения Супермена), Сьюзан Майер (Отчаянные домохозяйки)  |
| Эдриан Пасдар   | гитара           | Джим Профит ( (англ.) Profit), Нэйтан Петрелли (Герои), Дэвид Брэдли (Отчаянные домохозяйки) |
| Хью Лори        | клавишные, вокал | Грегори Хаус (Доктор Хаус), Берти Вустер (Дживс и Вустер)                                    |
| Скотт Граймз    | клавишные, вокал | Арчи Моррис (Скорая помощь), Дональд Маларки (Братья по оружию)                              |
| Дэвид Андерс    | вокал            | Adam Monroe (Герои), Julian Sark (Шпионка), Джон Гилберт (Дневники вампира).                 |

## Дискография
- 2007 — Hoggin' All the Covers[4]

## Совместная работа в сериалах
Грег Гранберг и Дэвид Андерс — коллеги по сериалу «Шпионка».Позднее их коллегой стал Эдриан Пасдар в сериале «Герои». Джеймс Дентон и Тери Хэтчер вместе снимаются в сериале «Отчаянные домохозяйки», где в трёх эпизодах также появлялся Эдриан Пасдар. Грег Гранберг сыграл в одном из эпизодов сериала «Доктор Хаус», в котором заняты актёры Хью Лори и Джесси Спенсер. Хью Лори и Бонни Сомервиль в разное время также сыграли небольшие роли в сериале «Друзья».